# Principio de suficiencia financiera local
En España está legislado el principio de que las Corporaciones Locales deben contar en sus propias Haciendas con los suficientes recursos económicos para llevar a cabo los cometidos que la Ley les atribuye.
Es comúnmente aceptada la relación entre este principio y el de autonomía. El Tribunal Constitucional de España ha calificado este principio como "presupuesto indispensable para el ejercicio de la autonomía local".